# Địa ngục

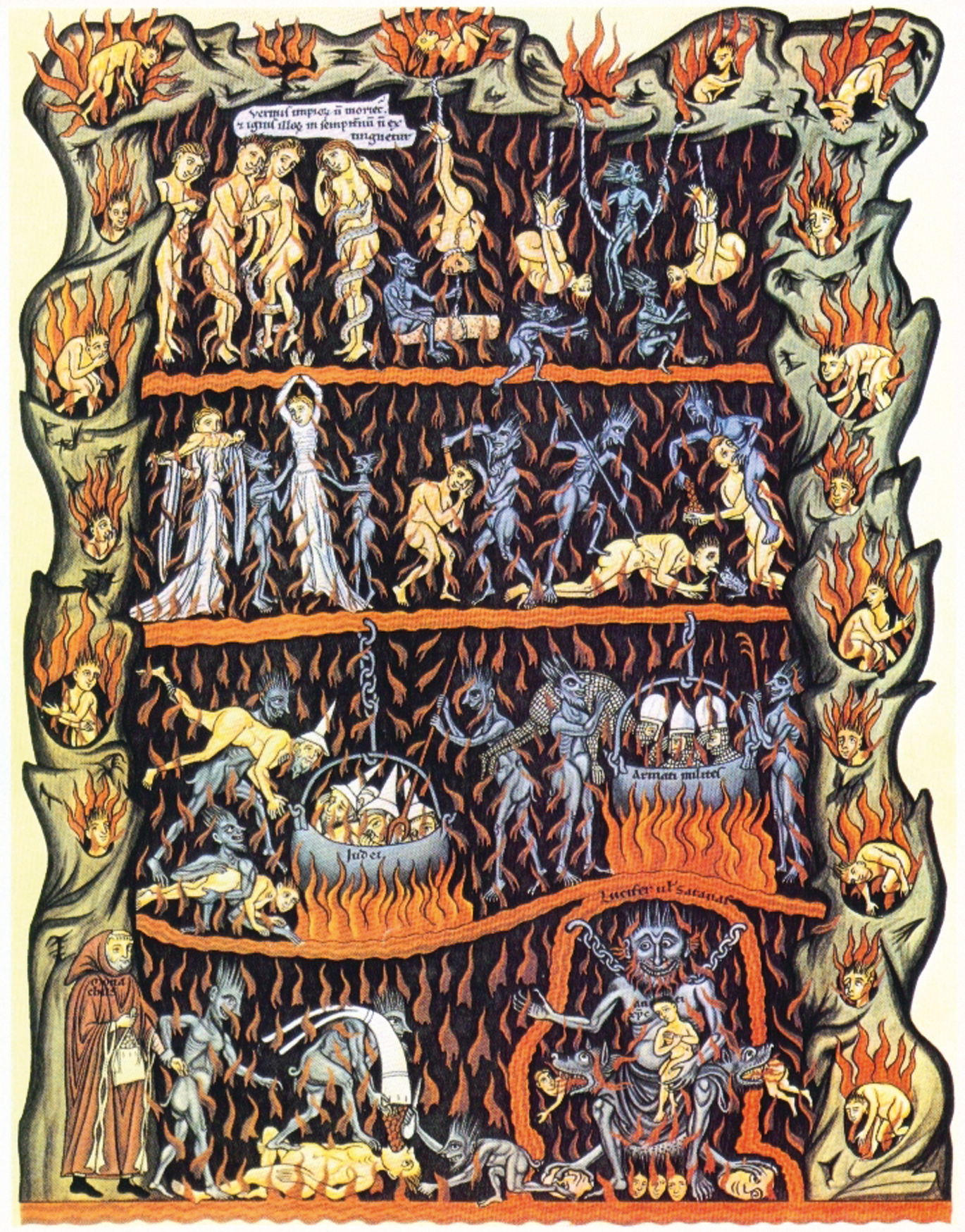
Tranh minh họa thời Trung cổ về địa ngục trong cuốn sách viết tay Hortus deliciarum của Herrad của Landsberg (khoảng 1180)

Địa ngục (chữ Hán: 地獄, nghĩa: "lao ngục trong lòng đất"), cũng gọi là Hoả ngục (chữ Hán: 火獄, nghĩa: "lao ngục lửa") là một địa danh siêu nhiên được nhắc đến trong nhiều nền văn minh và tôn giáo. Theo đó, đây là nơi đến của các linh hồn sau khi chết. Phần lớn các tôn giáo đều cho rằng địa ngục là nơi giam giữ và trừng phạt các linh hồn tội lỗi, ngược với Thiên đàng. Người ta tin rằng khi lìa đời, chỉ có thể xác bị hủy hoại, linh hồn sẽ được lên thiên đàng hay xuống địa ngục, hoặc đầu thai sang kiếp khác (làm súc vật hoặc làm người) tùy theo việc lúc còn sống ăn ở thiện lành hay ác độc.

## Trong tín ngưỡng Á Đông
Theo kho tàng văn hóa dân gian: Thập Điện Diêm Vương là 10 vua cai quản cõi âm, nơi sẽ trừng phạt kẻ có tội. Trong điện có gương Nghiệp kính đài. Tất cả những hành vi của người chết lúc còn tại thế sẽ hiện ra trong gương. Chiếu theo bản án của Diêm Vương ghi chép, linh hồn có tội sẽ bị quỷ sứ điệu đi thụ hình tại các ngục. Tổng cộng có 8 cửa ngục lớn, và 128 cửa ngục nhỏ. Mỗi cửa ngục lại có kiểu trừng phạt riêng: mổ bụng, moi tim, đun trong vạc dầu sôi, chặt tay, chặt chân, cưa người,...Kiểu nào cũng đáng sợ và đau khổ ghê gớm. Ngoài ra Diêm Vương còn có Bổ kinh Sở để phạt các sư sãi tụng kinh không đủ, phải vào đó tụng bù.
Điện Diêm Vương thứ 10 (Thập Điện Chuyển Luân Vương) cai quản việc chuyển kiếp đầu thai. Tại điện này có cầu Nại Hà bắc qua sông Vong Xuyên hình cầu vồng, rất trơn. Ven sông Vong Xuyên, có một tảng đá, gọi là Tam Sinh Thạch. Những kẻ giết người, gian ác phải leo qua cầu, dưới sông đầy thuồng luồng, cá sấu; hai đầu cầu lại lại có bầy chó ngao sẵn sàng cắn xé. Những linh hồn được đi đầu thai trở lại làm người đều phải qua Vong Đài (đài quên), uống canh Quên Lãng của Mạnh Bà để quên hết chuyện kiếp trước. Canh Mạnh Bà khiến người quên đi hết thảy, Tam Sinh Thạch ghi lại kiếp trước kiếp này của con người.

## Trong Kitô giáo

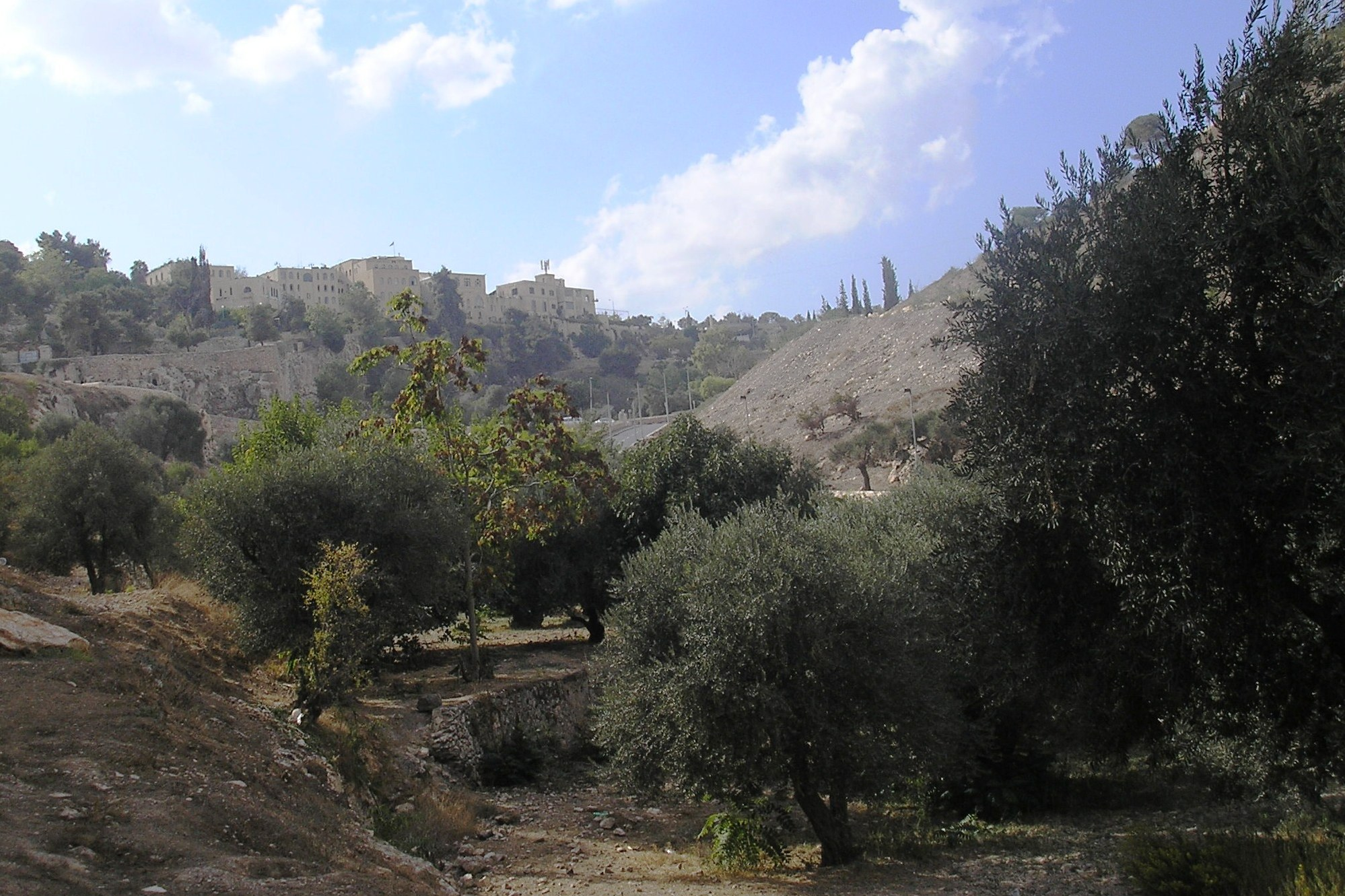
"Địa ngục"; trũng con trai Hi-nôm, 2007

Kinh Thánh phân biệt địa ngục (thung lũng Hin-nôm Hinnom, Gehenna) và âm phủ (Sheol, Hades).
"Géhenne" là lối người Hy-lạp viết tiếng Hebrew Hinom (thung lũng Hi-nôm), là nơi người ta đưa con cái mình qua lửa cho Mô-lóc (II Các vua 23:10).

### Cựu Ước
- Âm phủ Sheol: Sáng-thế Ký 37:35, 42:38, 44:29, 44:31,

Giảng Viên: 9:10 "Những gì trong tầm tay, bạn hãy ra sức làm, vì trong cõi âm ty, nơi bạn đang đi tới, không còn hoạt động, không còn dự tính, chẳng còn hiểu biết, chẳng còn khôn ngoan."
- Thung lũng Hin-nôm Hinnom: Giê-rê-mi-a 19:6,

### Tân Ước
- Âm phủ Hades: Mát-thêu 11:23 16:18. Lu-ca 10:15. Công vụ các Tông Đồ 2:27,31. 1 Cô-rin-tô 15:55. Khải Huyền 6:8 1:18 20:13,14
- Thung lũng Hi-nôm, Gehenna: Mát-thêu 5:22,29,30, 10:28, 18:9, 23:15,33. Mác-cô 9:43,45,47, Lu-ca 12:5, Gia-cô-bê 3:6.

Mác-cô 9:47: "Nếu mắt anh làm cớ cho anh sa ngã, thì móc nó đi; thà chột mắt mà được vào Nước Thiên Chúa còn hơn là có đủ hai mắt mà bị ném vào hỏa ngục." (thung lũng Hi-nôm, Gehenna)

### Lịch sử địa ngục
- Ngôn ngữ loài người không thể đủ để mô tả địa ngục. Do vậy, phải mượn các hình ảnh ở nhân gian để diễn tả.
- Địa ngục theo quan niệm Kitô giáo là sự tái hiện lại điều kiện sống và làm việc khắc nghiệt của những người bị bắt làm nô lệ và tù đày theo hệ thống trừng phạt của người La Mã.
- Địa ngục không phải được chạm khắc từ trí tưởng tượng, nhưng được chạm khắc từ đá của các nhà tù dưới lòng đất, các khu giam cầm nô lệ, và các hầm mỏ.

## Naraka
Trong Thập Bát Nê Lê kinh, địa ngục hay còn gọi là Naraka. Đây là khái niệm về địa ngục của đạo Phật, đạo Jaina, đạo Sikh, đạo Hindu. Trong một số nơi còn được dùng cho hồi giáo. Naraka được chia thành 18 tầng gọi là Quang Tựu Cư, Cư Hư Thối Lược, Tang Cư Đô, Lâu, Phòng Tốt, Thảo Ô Ti Thứ, Đô Lư Nan Đán, Bất Lư Bán Hô, Ô Cảnh Đô, Nê Lư Đô, Ô Lược, Ô Mãn, Ô Tịch, Ô Hô, Tu Kiện Cư, Vị Đô Can Trực Hô, Khu Thông Đồ, Trần Mạc. Mỗi tầng đều có những hình phạt khác nhau tùy theo những tội lỗi đã làm khi đang ở trần gian.

### Bát nhiệt địa ngục
Bát nhiệt địa ngục (zh. bārè dìyù 八熱地獄, sa. aṣṭoṣaṇanaraka, ja. hachinetsu jigoku) hay bát đại địa ngục (八大地獄), là một khái niệm trong Phật giáo chỉ tám địa ngục nóng.